# Steamboat Rock
Pour les articles homonymes, voir Steamboat.
Steamboat Rock est une ville du comté de Hardin, en Iowa, aux États-Unis. Elle est fondée en 1855.  Elle est nommée en relation avec un gros rocher situé sur la falaise de la rivière qui ressemblerait à une file de bateaux à vapeur (en anglais : steamboat).

## Source de la traduction
- (en) Cet article est partiellement ou en totalité issu de l’article de Wikipédia en anglais intitulé « Steamboat Rock, Iowa » (voir la liste des auteurs).